# Гутьерре де Сотомайор
Гутьерре де Сотомайор (исп. Gutierre de Sotomayor; 1400, Пуэбла-де-Алькосер — после 12 октября 1453) — кастильский дворянин, сеньор замка и территорий Пуэбла-де-Алькосер, сеньор Алькончеля и Гаэте, магистр Ордена Алькантара (1432—1453).

## Происхождение

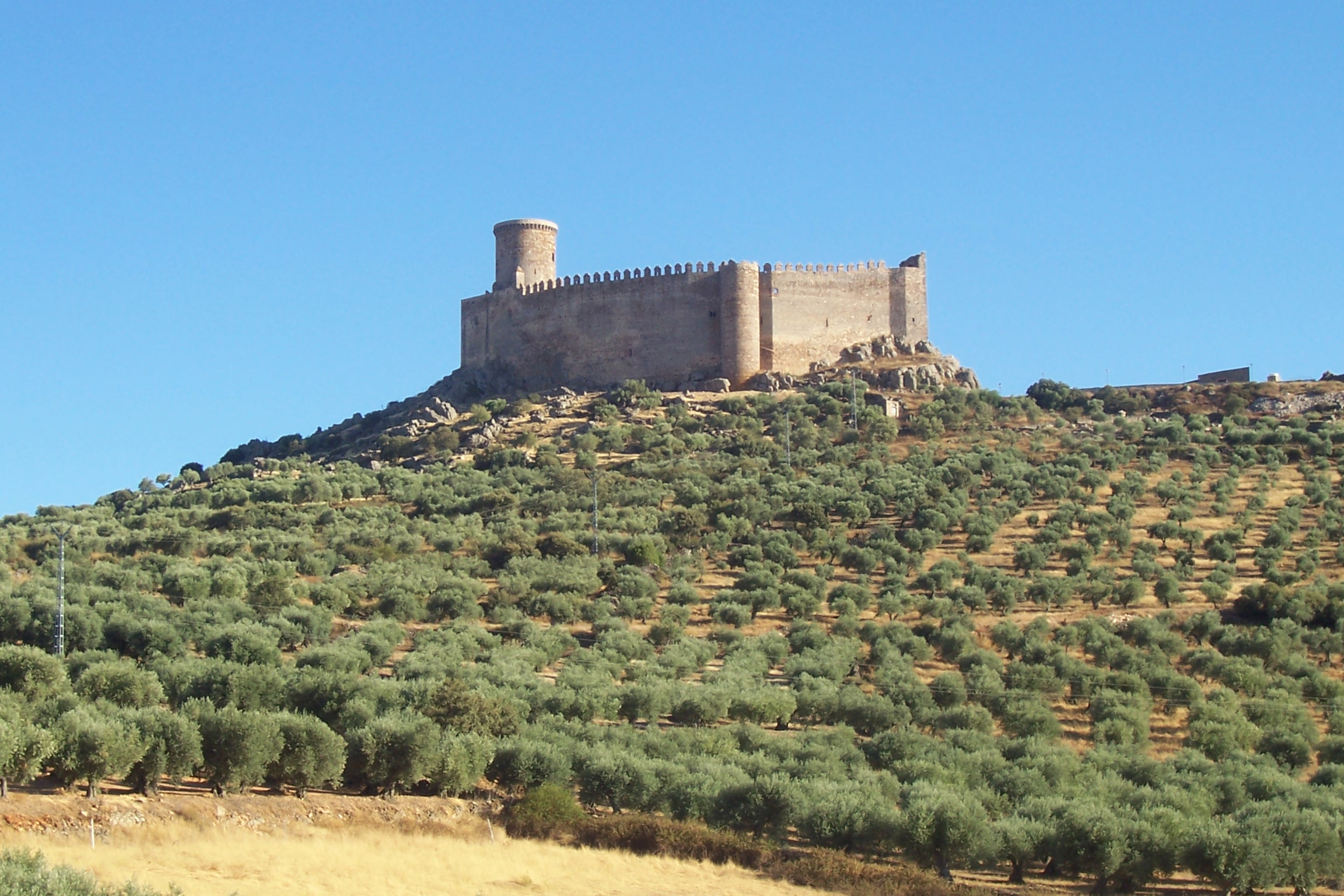
Замок Пуэбла-де-Алькосер

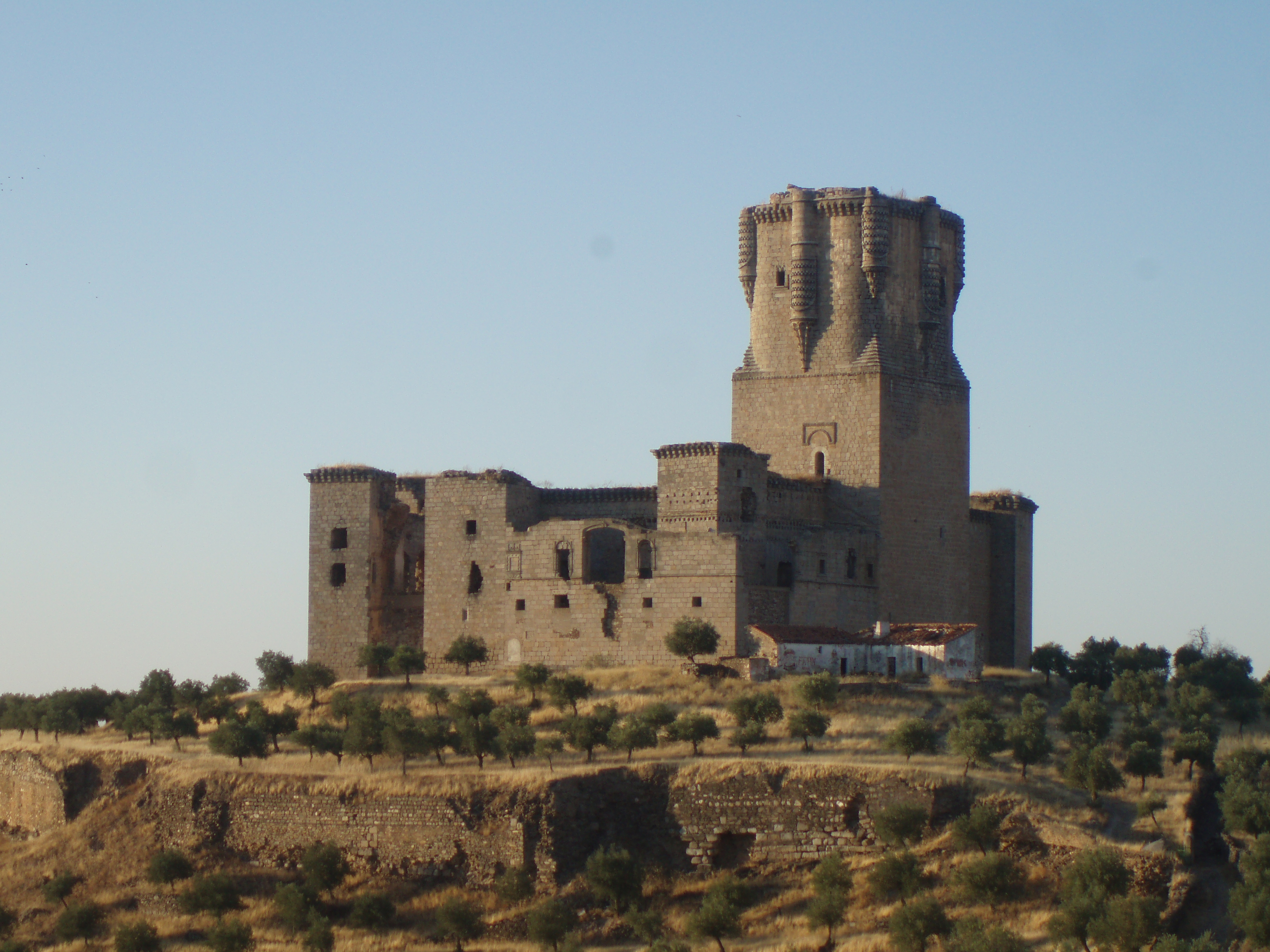
Замок Белалькасар

Сын Хиля Гарсии де Раудоны и Терезы де Сотомайор. Семья Сотомайор была связана с Орденом Алькантара с XIV века. Педро Алонсо де Сотомайор, возможно, прадед Гутьерре, первым членом ордена. Таким же был его дядя, Хуан де Сотомайор, брат его матери, который был сначала комендадором ордена, а затем его магистром с 1416 по 1432 год. Будучи избранным магистром в 1416 году, Хуан де Сотомайор наградил своих родственников несколькими должностями: своему одноименному племянник Хуану де Сотомайору, брату Гутьерре, поручил ему заботу о Ларесе, а Гутьерре назначил главным клавиром ордена и комендадором с 1426 года.

## Биография
Гутьерре был назначен магистром Ордена Алькантара в 1432 году после того, как его дядя Хуан де Сотомайор был уволен за поддержку инфантов Арагонских в борьбе против короля Хуана II Кастильского. Гутьерре обратился к констеблю Альваро де Луна и поддержал дело короля Кастилии, благодаря чему он смог вмешаться, чтобы спасти своего дядю, который избежал дальнейшего наказания и был только исключен из ордена.
Благодаря доходам, полученным от ордена, и многочисленным милостям, предоставленным королем Хуаном II, Гутьерре де Сотомайор стал одним из великих магнатов своего времени, наслаждаясь благополучным положением как в экономическом, так и в социальном плане, несмотря на обет бедности, данный королем. требовал приказ. Вот некоторые из королевских пожалований:
- 6 ноября 1444 года король подарил ему город Гаэте (Белалькасар)
- 7 апреля 1445 года он получил от короля город Пуэбла-де-Алькосер
- 31 июля 1447 года, в знак внимания к его заслугам против инфантов Арагона, особенно в Андалусии, и в первой битве при Ольмедо, состоявшейся 19 мая 1445 года, король предоставил ему право создавать поместья своих городов в Пуэбла-де-Алькосер и Гаэте (позже названный Белалькасар), а также Инохоса, в пользу любого из его детей, которых король узаконивает и позволяет получить их
- 1 сентября 1449 года, король пожаловал ему термы Эспьеля, расположенного между Бельмесом и Инохосой
- 8 марта 1450 года он получил от короля ту часть терм Фуэнтеовехуна, которой не имел так же, как и Бельмес.

Папа римский Николай V в 1451 году дал ему разрешение завещать до 20 000 золотых флоринов в пользу своих детей, родственников и слуг, занимаясь многочисленными приобретениями, улучшениями и ремонтами, которые магистр сделал для господского стола и Ордена Алькантара.
Он засвидетельствовал 12 октября 1453 года, назвав всех детей, от некоторых из которых произошли несколько самых важных дворянских домов в королевстве, которые у него были, несмотря на его обеты целомудрия.
Он умер в возрасте 53 лет в 1453 году и был похоронен в приходской церкви Сантьяго-Апостол в Пуэбла-де-Алькосер, хотя нет ни надгробия, ни саркофага, указывающего точное место, где он был найден.

## Потомки
Дети и некоторые матери, названные в его завещании, были:
Леонор Даса, упомянутая в свидетельстве о легитимности, выданном королем Кастилии Хуаном II 4 сентября 1437 года, имела одного сына:
- Алонсо де Сотомайор (умер в 1463). Он унаследовал от своего отца Пуэбла-де-Алькосер с его замком и другими местами. Он женился на Эльвире де Суньига-и-Манрике де Лара, дочери Альваро де Суньига-и-Гусмана и Леонор Манрике де Лара-и-Кастилья. Его сын Гутьерре был 1-м графом Белалькасара, хотя он отказался от титула после того, как исповедовал религию, изменив свое имя на Хуан де ла Пуэбла, уступив свои права своему младшему брату Альваро при условии, что он изменит свое имя на Гутьерре. Последний, прозванный королевой Изабеллой Католичкой графом Лосано, был 2-м графом Белалькасара.

От Марии де Раудона, дочери рыцаря Гонсало де Раудона, комендадаора Лареса и Эрреры в Ордене Алькантара, он имел дочь:
- Мария де Сотомайор, вышла замуж за Луиса де Чавеса эль-Вьехо, алькайда Трухильо. Она стала прабабушкой и бабушкой по материнской линии конкистадоров Ньюфло де Чавеса и Алонсо де Эскобара и доминиканского монаха Диего Гарсиа де Чавеса.

От Терезы Фернандес де Пеон он имел сына:
- Хуан де Сотомайор, 2-й сеньор Алькончель. В период с 16 по 31 мая 1454 года папа Николай V поручил архиепископу Севильи и епископам Куэнки и Авилы сообщить ордену и другим людям о ничтожности избрания на пост главы ордена до безрассудного решения Хуана де Сотомайора, obitum eiusdem Guterri (его отец Гутьерре уже умер), который намеревался избрать себя преемником своего отца сектором капитула Ордена Алькантара. Хуан женился на Хуане Мануэль, дочери Лоренсо II Суареса де Фигероа, графа Ферия, и Марии Мануэль, сеньоры Монтеалегре.

У него было две дочери от Изабель де Инестроса:
- Тереза де Сотомайор, вышедшая замуж за Васко Поркалло де ла Серда, сына Гонсало Поркалло Морана и Марии Гутьеррес де Вальверде-и-де-ла-Серда, и внука по материнской линии Фернана Гутьерреса де Вальверде и Махальды де ла Серда (последний является прямым потомком короля Альфонсо Мудрого).
- Катрин де Сотомайор

От связи с Марией Гарсией у него был один сын:
- Руи Гонсало де Сотомайор, который был комендадором Тревехо в 1453 году в Ордене Алькантара.

От связи с некой Мартой, фамилия которой неизвестна, у него был один сын:
- Фернандо де Сотомайор, клирик епархии Кориа, который в 1451 году получил от папы римского Николая V разрешение не упоминать о своем врожденном дефекте при любом будущем продвижении к церковным привычкам или преимуществам.

От дочери Хуаны Рики, как заявил магистр в своем завещании, он имел одну дочь:
- Беатрис де Сотомайор

От неизвестной матери у него было несколько детей: Бланка, Гутьерре, Изабель, Эльвира, Каталина, Хиль де Сотомайор и Хуана де Сотомайор, жена Диего де Миголлы.